# Zázriva
Zázriva (szlovákul Zázrivá) község Szlovákiában, a Zsolnai kerületben, az Alsókubini járásban.

## Fekvése
Alsókubintól 20 km-re északnyugatra, a Zázrivka-patak partján fekszik.

## Története
A település 1556-ban a vlach jog alapján keletkezett, ebben az évben „Zazrywa” alakban említik először. Később „Zazdrywa”, „Zazrywa”, „Zaschriwa” néven szerepel a korabeli forrásokban. Az árvai váruradalom része volt, a falu bírája igazgatta. Sokat szenvedett a hadak pusztításaitól a Bocskai szabadságharc és a kuruc háborúk alatt is. 1619-ben a faluban 11 jobbágycsalád és 5 vagyontalan zsellércsalád élt. Uradalmi malma és fűrésztelepe volt. 1667-től vendéglő, 1701-től iskola is működött a községben. A falunak már 1705-ben állt fatemploma. 1778-ban 1107 lakosa volt. Első kőtemplomát 1791 és 1796 között építették. Az egyhajós templomnak egy fő és két mellékoltára volt.
A 18. század végén Vályi András így ír róla: „ZAZSRIVA. Tót falu Árva Várm. földes Ura a’ Királyi Kamara, lakosai többnyire katolikusok, fekszik Trentsén Várm. szélén, határja igen sovány, szántó földgyeire nézve, hanem legelője igen jó, vajat, és sajtot legjobbat gyűjtenek.”
1828-ban 361 házában 2598 lakos élt.
Fényes Elek 1851-ben kiadott geográfiai szótárában így ír a településről: „Zazriva, tót f. Árva vm. Trencsén vmegye szélén: 2550 kath., 43 evang., 5 zsidó lak., kik a hegyek közt elszórva laknak. Van itt kath. paroch. templ., vendégfogadó, roppant szép erdőség. Fa eszközöket készitenek a lakosok, és sok turót, vajat, sajtot csinálnak, ugy hogy esztendőnkint 300 mázsánál többet levisznek az alsó vidékekre. Sessioja 126 1/4. F. u. az árvai urad. Ut. p. Rosenberg.”
1899-ben nevét Zárházára magyarosították, de ez nem bizonyult maradandónak. A trianoni diktátumig Árva vármegye Alsókubini járásához tartozott.
A háború után sokan foglalkoztak kézművességgel, harangöntéssel, kosárfonással, vászonszövéssel, fafaragással. A templomot 1934. augusztus 8-án nagy tűzvész pusztította el. Csak egy harangot és egy Szent Antal szobrot tudtak megmenteni belőle. 1944-1945-ben komoly partizántevékenység volt a környékén.

## Népessége
| Év:            | 1994. | 2004.   | 2014.   | 2024.   |
| -------------- | ----- | ------- | ------- | ------- |
| Emberek száma: | 2852  | 2830    | 2694    | 2459    |
| Eltérés:       |       | -0,77 % | -4,80 % | -8,72 % |

| Év:            | 2023. | 2024.   |
| -------------- | ----- | ------- |
| Emberek száma: | 2488  | 2459    |
| Eltérés:       |       | -1,16 % |

1910-ben 3024, túlnyomórészt szlovák anyanyelvű lakosa volt.
2001-ben 2821 lakosából 2797 szlovák volt.
2011-ben 2726 lakosából 2630 szlovák volt.

## Nevezetességei
- Mária mennybemenetele tiszteletére szentelt római katolikus temploma 1928 és 1934 között épült.
- Régi templomának romjai a temető mellett állnak.